# Пет закона библиотекарства
Пет закона библиотекарства (енгл. Five laws of library science) су принципи библиотекарства које је предложио тзв. "отац индијског библиотекарства" Ш. Р. Ранганатан, 1931. године. Многи библиотекари широм света прихаватили су ове принципе као свој мото и основу своје филозофије.
Ови закони гласе:
1. Књиге постоје да би се користиле
2. Сваком читаоцу његова књига
3. Свакој књизи њен читалац
4. Штедите време онима који читају
5. Библиотека је организам који расте

## Референца
1. ↑  The five laws of library science, by S. R. Ranganathan, ... . - Full View | HathiTrust Digital Library | HathiTrust Digital Library